# Куртя-де-Арджеш
Куртя-де-Арджеш (рум. Curtea de Argeș) — місто у повіті Арджеш в Румунії, що має статус муніципію; колишня (14-16 ст.) столиця князівства Волощина.
Стоїть на березі річки Арджеш в Південних Карпатах.
Адміністративно місту також підпорядковане село Ноаптеш (населення 805 осіб, 2002 рік).
Місто розташоване на відстані 136 км на північний захід від Бухареста, 34 км на північний захід від Пітешть, 113 км на північний схід від Крайови, 92 км на південний захід від Брашова.

## Історія

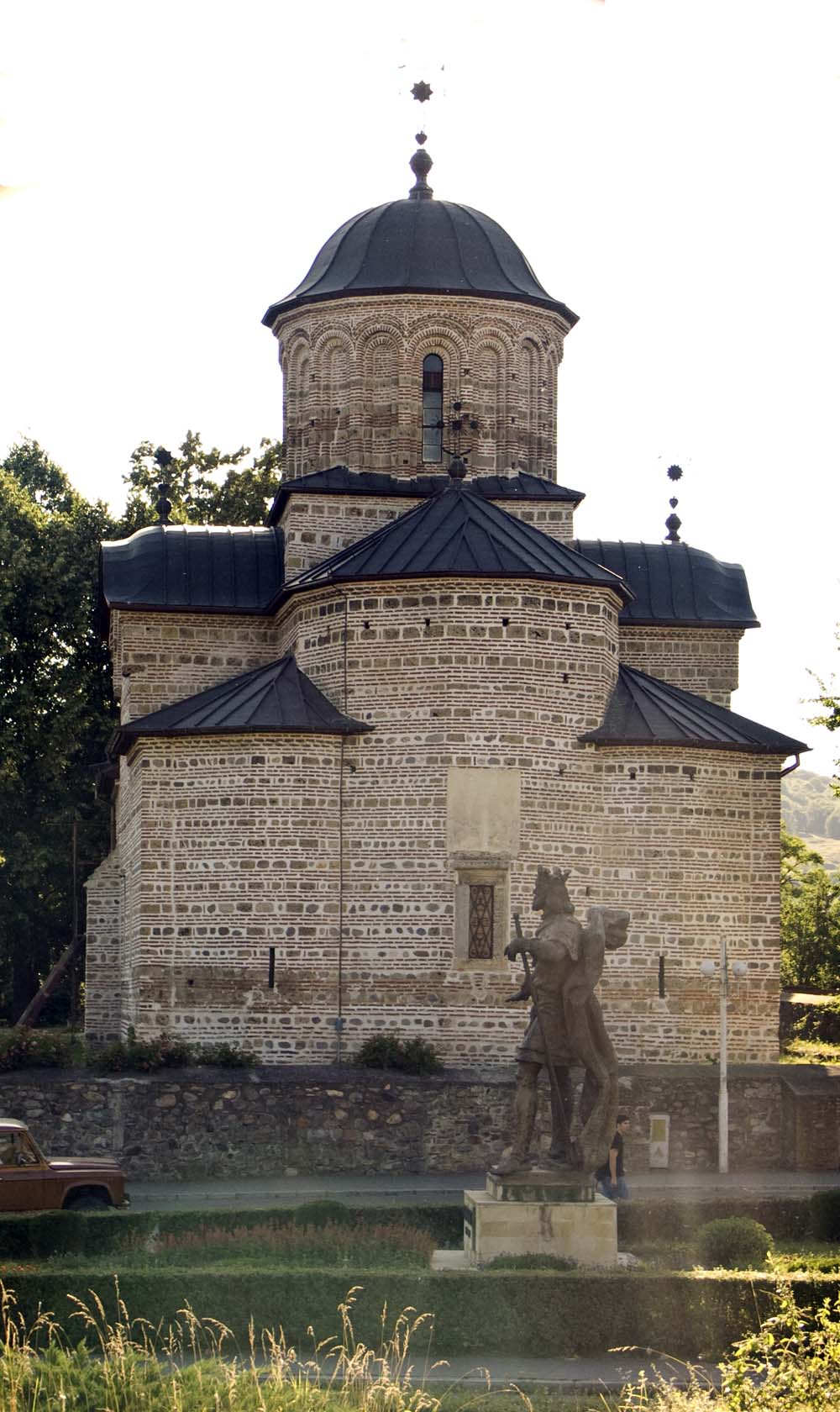
Князівська церква Св. Миколая в Куртя-де-Арджеш, 2007 рік

Назву міста перекладають як «двір на Арджеші». Воно був другою після Кимпулунга князівською столицею Волощини. В Єпископському соборі поховані румунські правители від Басараба до Міхая I.
1359 — посланець Константинопольського патріархату Іакінф Крітопулос заснував тут Угро-Волоську православну митрополію (єпископат).

## Населення
За даними перепису населення 2002 року в місті проживали 32 510 осіб.
Національний склад населення міста:
| Національність   | Кількість осіб | Відсоток |
| ---------------- | -------------- | -------- |
| румуни           | 32352          | 99,5 %   |
| цигани           | 53             | 0,2 %    |
| угорці           | 48             | 0,1 %    |
| турки            | 7              | < 0,1 %  |
| італійці         | 7              | < 0,1 %  |
| німці            | 6              | < 0,1 %  |
| росіяни-липовани | 3              | < 0,1 %  |
| серби            | 3              | < 0,1 %  |
| греки            | 3              | < 0,1 %  |
| вірмени          | 3              | < 0,1 %  |
| українці         | 1              | < 0,1 %  |
| словаки          | 1              | < 0,1 %  |
| болгари          | 1              | < 0,1 %  |

Рідною мовою назвали:
| Мова       | Кількість осіб | Відсоток |
| ---------- | -------------- | -------- |
| румунська  | 32376          | 99,6 %   |
| угорська   | 45             | 0,1 %    |
| циганська  | 40             | 0,1 %    |
| турецька   | 7              | < 0,1 %  |
| італійська | 7              | < 0,1 %  |
| німецька   | 5              | < 0,1 %  |
| російська  | 3              | < 0,1 %  |
| сербська   | 2              | < 0,1 %  |
| українська | 1              | < 0,1 %  |
| болгарська | 1              | < 0,1 %  |
| грецька    | 1              | < 0,1 %  |
| вірменська | 1              | < 0,1 %  |

Склад населення міста за віросповіданням:
| Релігія                                       | Кількість осіб | Відсоток |
| --------------------------------------------- | -------------- | -------- |
| православні                                   | 32093          | 98,7 %   |
| лютерани                                      | 132            | 0,4 %    |
| бретрени                                      | 105            | 0,3 %    |
| римо-католики                                 | 40             | 0,1 %    |
| реформати                                     | 37             | 0,1 %    |
| адвентисти                                    | 22             | 0,1 %    |
| п'ятдесятники                                 | 14             | < 0,1 %  |
| мусульмани                                    | 11             | < 0,1 %  |
| не релігійні                                  | 11             | < 0,1 %  |
| атеїсти                                       | 11             | < 0,1 %  |
| баптисти                                      | 7              | < 0,1 %  |
| старообрядці                                  | 5              | < 0,1 %  |
| греко-католики                                | 4              | < 0,1 %  |
| унітарії                                      | 1              | < 0,1 %  |
| лютерани (Синодально-пресвітеріанська церква) | 1              | < 0,1 %  |
| не вказали релігію                            | 9              | < 0,1 %  |

## Пам'ятки історії
• Руїни князівського палацу (XIV ст.)
• Церква св. Миколи (1352)
• Єпископська церква (XVI ст.)